# Colin French
Colin Victor French (Melbourne, 20 novembre 1916 – Geelong, 27 marzo 1984) è stato un pallanuotista australiano, che ha partecipato alle Olimpiadi del 1948.
Sempre con la pallanuoto, ha vinto una medaglia d'oro ai Giochi del Commonwealth del 1950.